# Михайлик Михайло Васильович
Миха́йло Васи́льович Миха́йлик (7 (19) жовтня 1889 , Олекса́ндрівськ, Слов'яносербський повіт, Катеринославська губернія, Російська імперія  — 10 березня 1937 , Москва, РРФСР, СРСР ) — радянський діяч, юрист, головний прокурор у справі Спілки Визволення України, пізніше сам репресований. Член ВУЦВК. Член ЦК КП(б)У з січня 1934 по 30 січня 1936 року.

## Життєпис

### Ранні роки
Народився під іменем Йосип Абрамович 7 (19) жовтня 1889 року в селі Олександрівськ на Катеринославщині (нині — місто Олександрівськ Луганської області) в родині дрібного єврейського службовця залізниці.
У православну віру охрестився у 1909 році, прийнявши ім'я Михайло. Прізвище Михайлик та по-батькові Васильович отримав від прізвища та імені хрещеного батька.
Протягом 1905—1908 років член член РСДРП (меншовик), короткий період з липня 1918 по лютий 1919 року був членом Української партії соціалістів-революціонерів (комуністів-боротьбистів), яка згодом у 1920 році влилася до РКП(б), членом якої Михайлик був з квітня 1919 по 26 серпня 1936 року.
У 1916 році закінчив юридичний факультет Харківського університету, протягом 1916—1918 років перебував на військовій службі.
З 29 квітня по 14 грудня 1918 року перебував на службі у Міністерстві землеробства при гетьманаті Павла Скоропадського.

### На службі в СРСР
Після вступу до лав РКП(б) обраний членом Київського революційного комітету. Згодом обіймав керівні посади на партійній роботі і військовій службі в Києві, Чернігові, Житомирі та Бердянську. З 9 лютого 1920 року — другий секретар Комуністичної партії Галичини і Буковини.
У лютому та березні 1920 року — помічник Василя Порайка — командувача Червоної української галицької армії (ЧУГА), начальник політичного відділу (політкомісар).
23—24 квітня того ж року перебував в Києві на конференції крайової партійної організації КП(б)У Східної Галичини та Буковини за участю 185 делегатів, де відбулися вибори крайового організаційного комітету Східної Галичини КП(б)У, до якої увійшов Михайлик. Тоді ж на конференції ухвалено резолюцію щодо колишнього керівництва «в зв'язку зі зрадою офіцерства колишньої УГА».
З липня 1920 року по квітень 1925 обіймав посаду голови Київського губернського трибуналу та завідувача Київського губ'юсту.

#### Справа членів ЦК УПСР та ЦР УНР
З 1921 року — Київський губернський прокурор. У травні того ж року брав участь над колишніми членами Центральної Ради УНР та керівництва Української партії соціалістів-революціонерів (УПСР) — спорідненою з російською партією есерів.
22 травня 1921 року як голова революційного трибуналу разом з його членами Кабаненко, Бідним та Гайцана заслухав справу щодо колишніх голови Ради міністрів Центральної Ради Всеволода Голубовича, голови Центрального комітету УПСР Назарія Петренка, члена виконавчого комітету УПСР Івана Лизанівського, члена ЦК УПСР Івана Часника, виконувача обов'язків військового міністра Григорія Сиротенка, секретаря ЦК УПСР Юрія Ярослава, Юрія Скугар-Скварського та прем'єр-міністра Уряду УНР професора Сергія Остапенка.
Підсудних звинувачували в запрошенні німців в Україну, в зв'язках з Антантою, в організації повстань проти радянської влади, пособництву бандитизму, погромам тощо. За винятком першого, всі звинувачення мали не доказовий, а пропагандистський, наклепницький, компрометувальний характер. Враховуючи те, що на підсудних поширюється дія амністії, трибунал визначив покарання: Голубовичу, Петренку, Лизанівському, Часникові, Ярославові по п'ять років ув'язнення в концентраційному таборі, професорові Остапенку — 5 років виправно-трудових робіт за фахом і без позбавлення волі, Сиротенка звільнили від покарання.

26 лютого 1922 р. М.  В. Михайлик був присутнім на засіданні колегії київської губЧК під час розгляду справи Першого партизанського загону ім. С.  В. Петлюри. 
Засідання колегії відбувалося у складі голови Лівшиця, начальника секретно-оперативного відділу Кравченка, начальника адміністративно-організаційного відділу Вальтера, завідувача губ'юсту Михайлика, представника губкоматів Реута та т.в.о. секретаря Міхневського, де ухвалено вирок командирові «Першого партизанського загону ім. С. В. Петлюри» українському отаманові Гайдамацького краю Орликові (Федору Петровичу Артеменку), сотнику Смутник-Смутненку (Якову Несторовичу Хоменку) й рядовому повстанцеві загону Федору Архиповичу Нозі у вигляді найвищої міри покарання для «невиправних бандитів» — розстрілу10. 
За висновком реабілітаційної комісії при прокуратурі Київської області від 7 липня 1994 р. жоден з засуджених по цій справі не реабілітований11.
19 липня 1922 року на пропозицію тодішнього наркома внутрішніх справ М. О. Скрипника рішенням Політбюро ЦК КП(б)У М. В. Михайлик призначений на посаду окружного прокурора Київської області, яку обіймав по березень 1925 року.

Брав участь у процесі «Центру дій»12 у 1923 році. 
На початку 1923 року було відкрито провадження стосовно буцімто приналежності членів Всеукраїнської академії наук (ВУАН), очолюваної на той час академіком М. П. Василенком до міфічної контрреволюційної організації «Київський обласний центр дій». 
7 квітня 1924 року Київський губернський суд оголосив вирок. Близько 20 осіб, що проходили по справі, отримали великі строки ув'язнення, у тому числі М. П. Василенко з братом — по 10 років кожен). Згодом цей вирок на вимоги вченої громадськості та за клопотанням прокурора М.  В. Михайлика удвічі пом'якшили, а пізніше — замінили адміністративною висилкою з позбавленням права обіймати керівні посади у ВУАН. 
24 жовтня 1925 року Секретаріат Президії ВУЦВК звільнив Миколу Прокоповича «від усіх заходів соціального захисту, до яких його було засуджено Київським Губсудом»13.
16 лютого 1925 року М. В. Михайлика призначено на посаду голови Верховного суду УСРР14, яку він обіймав до лютого 1926 року.
Потім повернувся до органів прокуратури і з 1926 по 1930 роки працював старшим помічником, а згодом — заступником народного комісара юстиції і генерального прокурора УСРР.

Як заступник прокурора Найвищого суду УСРР підтримав державне обвинувачення на процесі так званої «Спілки визволення України» (СВУ), який проходив у приміщенні Харківського оперного театру з 9 березня по 19 квітня 1930 року.
Судили 45 осіб, серед яких було два академіки Всеукраїнської академії наук (ВУАН), 15 професорів вишів, два студенти, один директор середньої школи, 10 учителів, один теолог, один священник УАПЦ, три письменники, п'ять редакторів, два кооператори, два юристи і один бібліотекар. 15 підсудних працювали в системі ВУАН. 31 особа колись входила до різних українських політичних партій, один був прем'єр-міністром, два — міністрами уряду Української Народної Республіки, шестеро — членами Центральної Ради. Отже, судили представників інтелігенції. Серед підсудних були дві особи єврейського походження, а також три жінки. 
«Головну роль» організатори процесу надали Сергію Єфремову, видатному ученому-літературознавцеві, авторові знаменитої «Історії українського письменства» і багатьох інших публікацій, політичному і суспільному діячеві, у минулому — заступникові голови Української Центральної Ради, віцепрезидентові ВУАН.
Серед інших обвинувачених потрібно виділити колишнього міністра закордонних справ УНР, наукового співробітника ВУАН Андрія Ніковського, діяча Української автокефальної православної церкви (УАПЦ), колишнього прем'єр-міністра УНР Володимира Чехівського, відомого вченого академіка ВУАН Михайла Слабченка, колишнього діяча Української партії соціалістів-федералістів, завідувача 1-ю Київською трудовою школою, видатного педагога Володимира Дурдуківського, письменницю Людмилу Старицьку-Черняхівську (доньку класика української літератури Михайла Старицького), професори Київського інституту народної освіти.
Головою суду був Антон Приходько, колишній «боротьбист», одним з ключових суспільних обвинувачів — Панас Любченко, теж колишній «боротьбист». На процесі виступали генеральний прокурор Михайло Михайлик і Лев Ахматов (прокурор Верховного суду УРСР).
Основними «дійовими особами» на процесі СВУ були 45 осіб. Незабаром заарештували ще 700 у зв'язку з цією справою. А всього, за деякими даними, під час та після процесу СВУ було арештовано, знищено або заслано більш як 30 тисяч осіб. Втім, винищили не лише їх, але і організаторів, що отримали в 1930-му позитивну рецензію від начальства за організацію «театру в театрі», серед них — Горожанин (Кудельський), Балицький, Брук, Приходько, Любченко, Ахматов, Михайлик та ін.)15.
З 5 травня по вересень 1930 року — голова виконавчого комітету Запорізької окружної ради.
Із 3 вересня 1930 року — заступник секретаря ВУЦВК.

З березня 1931 по березень 1933 року — голова виконкому, згодом — голова президії Всеукраїнської спілки кооперативних організацій (ВУкоопспілки).
30 жовтня 1932 року в м. Харкові постановою Політбюро ЦК КП(б)У «Про заходи по посиленню хлібозаготівель» розпочато реквізицію зерна, що фактично призвело до голодомору. Головними виконувачами стовідсоткового вилучення зерна були С. Косіор, В. Чубар, М. Скрипник, П. Любченко та ін. У Донецьку область були відряджені для цього Г. Петровський і М. Михайлик16.
14 червня 1933 року рішенням ВУЦВК під головуванням Г. Петровського з 3 липня 1933 року призначений на посаду народного комісара юстиції і Генерального прокурора УСРР, яку обіймав по 17 січня 1935 року.

У 1934 році був відповідальним редактором часопису «Революційне право», який фактично об'єднував два журнали — «Вісник радянської юстиції» та «Червоне право». 
Науково-практичний журнал «Революційне право» виходив двічі на місяць, залишаючись органом Наркомату юстиції України. Редакційна колегія журналу перебувала в Харкові.
Обирався членом Всеукраїнського Центрального Виконавчого Комітету (ВУЦВК) та Центрального виконавчого комітету (ЦВК) СРСР. Делегат XVI з'їзду ВКП(б), Х—XII з'їздів, III Всеукраїнської конференції КП(б)У. Володів українською, російською, німецькою мовами та їдиш.

Після звільнення з прокуратури до 2 вересня 1937 року займав посаду голови споживспілки Донецької області, мешкав у місті Сталіно.
Після звільнення з поста Генерального прокурора УРСР М. В. Михайлика, 17 грудня 1935 року Народним комісаром юстиції та Генеральним прокурором УРСР був призначений Аркадій Леонтійович Кисельов (Арон Лазаревич Кеслер) — людина із середньою освітою, яка не мала ніякого відношення до правоохоронних органів, тим більше до органів прокуратури. Попередній Генеральний прокурор, як досвідчений і висококваліфікований юрист, не влаштовував радянське партійне керівництво, і на зміну йому був призначений відданий партії і сталінському керівництву виходець з робочого класу17.
26 серпня 1936 року за анонімним наклепом М. Михайлик був виключений з партії партійною комісією при Споживспілці Донецької області.
Першою дружиною Михайлика була красуня Дебора Рахіль, донька Боруха Розенгауза, головного маркшейдера бахмутських соляних шахт Летуновського. Від першого браку М. В. Михайлик мав доньку, яка народилася в Бахмуті у 1910 році. З лютого 1926 року (коли Михайлика було призначено головою Верховного суду УСРР) дружина разом з донькою проживали в Харкові, у привілейованому будинку «Червоний промисловець» (буд. № 5 по проспекту Правди, навпроти Держпрому) аж до 1941 року. На диво, ані донька, ані дружина М. Михайлика репресовані не були, можливо тому, що шлюб з нею було розірвано ще у 1916 році, хоча він підтримував добрі стосунки з колишньою сім'єю. Дебора померла у 1980 році, донька — у 1982 році, обидві поховані на Байковому цвинтарі в м. Києві.
З 1928 по 1936 рік М. В. Михайлик мав цивільну дружину Тетяну Польську. Її чоловіком був також найближчий друг Михайлика Левко Ковалів, один з керівників Української комуністичної партії (боротьбистів) у 1918—1920 рр., у 1921 році — заступник наркома закордонних справ УСРР, член ВУЦВК, голова товариства «Радіопередача», талановитий винахідник в галузі кольорової фотографії, науковий співробітник фізико-хімічного НДІ ім. Л. Я. Карпова. Заарештований 1934 року за обвинуваченням у приналежності до контрреволюційної боротьбистської організації, яка нібито готувала замах на Сталіна, засуджений до 10 років таборів, у 1937 році розстріляний у Бамлагу, як ворог народу. Реабілітований у 1956 році.
Тетяна Польська була репресована у 1938 році за «зв'язок з ворогами народу», провела у таборах 15 років, реабілітована у 1956 році, померла у 1975 році, похована в Москві на Лосиноостровському цвинтарі2.
Трудова діяльність М. В. Михайлика закінчилася вранці 3 вересня 1936 року, коли він був заарештований у себе на квартирі (Донецька обл., м. Сталіно, пр-т Інститутський, буд. 4, кв. 34) співробітниками органів НКВС УСРР, взятий під варту і етапований у київську (Лук'янівську) в'язницю, де знаходився до закінчення слідства.
Звинувачувався він, як один з керівників контрреволюційної троцькістської організації, яка нібито діяла в Україні. Нагадали йому і про дружбу з засудженим до страти Левком Ковалівом та іншими «боротьбистами», і про меншовицьке минуле в РСДРП у 1905—1908 роках, і про занадто толерантне ставлення до «ворогів народу» на процесах над колишніми членами Центральної Ради УНР і на процесі СВУ.
Крім М. В. Михайлика, були заарештовані по цій справі близько 60 видатних партійних і державних працівників радянських органів. Серед них було і декілька юристів, у тому числі і колишніх прокурорів.
Після шестимісячного утримання під вартою і завершення слідства, за списком осіб, які підлягають суду  військової колегії Верховного Суду СРСР, затвердженим 27 лютого 1937 року5, в складі великої групи обвинувачених по першій категорії за однією справою, 3 березня 1937 року М. Михайлик був етапований з київської Лук'янівської в'язниці до Москви.
Після затвердження обвинувального висновку і вручення її копії Михайлу Васильовичу наступного дня — 10 березня 1937 року, його справа була розглянута на закритому судовому засіданні військової колегії Верховного Суду СРСР на чолі з його головою — сумнозвісним військовим юристом В. В. Ульріхом. Судовий розгляд, який проводився відданим прибічником І. В. Сталіна, був коротким, а сам вирок, підготований заздалегідь, суворим. Ім'ям Союзу Радянських Соціалістичних Республік суд засудив колишнього Генерального прокурора України і Наркома юстиції за контрреволюційну, диверсійну і троцькістську діяльність (якою, звісно, він ніколи не займався) до вищої міри покарання — розстрілу з конфіскацією особистого майна.
Того ж дня, згідно з розпорядженням Ульріха, М. Михайлика розстріляли в московській в'язниці разом з великою групою «особливо небезпечних державних злочинців», засуджених напередодні, і через декілька годин вивезли й таємно поховали на московському Донському кладовищі у спільній могилі № 1.
Родину М. Михайлика усно сповістили, що він засуджений на 10 років ув'язнення без права листування. Майже через 20 років, у вересні 1956 року, за заявою доньки його справа була переглянута військовою колегією Верховного Суду СРСР і закрита за відсутністю складу злочину. Михайло Михайлик посмертно реабілітований і відновлений у партії.